# Коматевски транспортен възел
Коматевски транспортен възел е пътен възел изграден от надлези и подлези в югозападната част на Пловдив. Чрез него се свързват булевардите „Христо Ботев“ и „Коматевско шосе“ – двата част от (Републикански път III-862), „Хаджи Димитър“ и „Копривщица“. Над автомобилните платна има изградени надлези за жп линия София – Пловдив и жп линия Пловдив – Филипово.

## История
Коматевският транспортен възел е пуснат в експлоатация през декември 1985 г. по време на кмета Христо Мишев, променил облика на Пловдив между 1979 до 1986 г. Главен архитект на Пловдив по това време е Румен Григоров. По време на изкупните работи са открити останки на римски акведукт. За това е взето решение да се изгради скромна „възстановка“ на част от акведукт между платната на „Коматевско шосе“.

## Характеристики
Трите моста за автомобили са стоманобетонни. Двата моста на жп линия София – Пловдив са дълги 103 м и са изградени от стомана, а мостът на жп линия Пловдив – Филипово е стоманобетонен с дължина 81 м.
Възелът е критикуван, че не осигурява пешеходен достъп.